# Hypacostemma falcata
Hypacostemma falcata är en insektsart som beskrevs av Pieter D. Theron 1987. Hypacostemma falcata ingår i släktet Hypacostemma och familjen dvärgstritar. Inga underarter finns listade i Catalogue of Life.